# Lasioglossum dubitatum
Lasioglossum dubitatum är en biart som först beskrevs av Mitchell 1960.  Lasioglossum dubitatum ingår i släktet smalbin, och familjen vägbin. Inga underarter finns listade i Catalogue of Life.